# 9988 Еріктемплбелл
9988 Еріктемплбелл (9988 Erictemplebell) — астероїд головного поясу, відкритий 9 вересня 1997 року.
Тіссеранів параметр щодо Юпітера — 3,287.